# Lajos Baróti
Lajos Baróti (19. srpna 1914 Segedín – 23. prosince 2005) byl maďarský fotbalový trenér a fotbalista. Jako hráč dvakrát nastoupil za maďarskou reprezentaci a působil v klubech Szegedi AK (1935–1946) a Győri ETO (1946–1948). Více se ale proslavil jako trenér. Národní tým přivedl ke zlatým medailím na olympijských hrách v Tokiu roku 1964 a k bronzu na mistrovství Evropy ve stejném roce. Přivedl maďarskou reprezentaci na čtyři světové šampionáty (1958, 1962, 1966, 1978). Vedl národní tým v letech 1957–1966 a 1975–1978, odtrénoval 117 jeho mezinárodních utkání. Trénoval též reprezentaci Peru (1971–1972). Vasas Budapešť (1957) a Újpesti Dózsa (1969, 1970, 1971) dovedl k titulu mistra Maďarska. S Újpestí si zahrál finále Veletržního poháru 1968/69. S Benficou Lisabon vyhrál portugalskou ligu (1980/81). S Innsbruckem rakouský pohár (1978/79).